# Philm
I Philm sono un gruppo post-hardcore / sperimentale di Los Angeles, California.

## Storia
I Philm nascono nel 2009 da un’idea di Dave Lombardo (ex batterista degli Slayer), Gerry Nestler (cantante e chitarrista dei Civil Defiance) e  Francisco "Pancho" Tomaselli degli War mentre gli Slayer erano tra un tour e l'altro. Il suono della band, auto-descritto come "emozione ritmica", è elementare, potente e giocato ritmiche veloci e momenti d'atmosfera in un sound che non concede molto alle precedenti esperienze dei singoli membri e questo appare chiaro fin dal loro album d'esordio intitolato Harmonic e pubblicato per la Ipecac Recordings di Mike Patton nel 2012, dove alternano un hardcore punk dritto e tirato a momenti di improvvisazione quasi da free-jazz.
L'album successivo uscito per la tedesca UDR nel 2014 si intitolava Fire from the Evening Sun e, seppur riproponendo una formula simile al precedente, era caratterizzato da sonorità molto più incentrate sullo stoner/hardcore.
Dave Lombardo ha lasciato la band nel 2016 per divergenze musicali con gli altri due membri del gruppo ed è stato sostituito da Anderson Quintero che ha suonato sul terzo album Time Burner (Metalville / Rough Trade, 2021) per poi lasciare anche lui nel 2021 ed essere a sua volta sostituito da Anthony Drinkwater.

## Formazione

### Formazione attuale
- Gerry Nestler – voce, chitarra
- Pancho Tomaselli – basso
- Anthony Drinkwater – batteria

### Ex componenti
- Dave Lombardo — batteria (2009-2016)
- Anderson Quintero – batteria (2016-2021)

## Discografia

### Album
- 2012 – Harmonic
- 2014 – Fire from the Evening Sun
- 2016 – Time Burner

### Singoli
- 2010 – Philm b/w Dave Lombardo